# Mikan Yūki
Mikan Yūki (結城 美柑 Yūki Mikan?) es una personaje ficticia del manga y anime To Love-Ru, y de su spin-off To Love-Ru Darkness, creado por Hasemi Saki y Kentaro Yabuki. 
Mikan es la independiente, confiable y a veces sarcástica hermana menor de Rito. Mikan toma el cuidado de la casa mientras sus padres están ausentes por sus trabajos. En contraste con su hermano mayor, es muy madura para su edad y grado. No suele demostrarlo, pero suele sentirse triste, ya que su hermano ya no le dedica mucho tiempo a ella, aunque Rito trata en varias ocasiones hacerla sentir bien. Al tener casi la misma altura y apariencia que Oscuridad Dorada, Mikan desea hacerse amiga de ella. Mikan parece poder leer las emociones de la gente (o las reacciones), la única vez que demostró esto, fue en el capítulo 97, cuando Mikan notó cómo Yui parecía tener sentimientos hacia Rito, e incluso lo llamó un «playboy». En ocasiones por algunas de sus actitudes parece estar enamorada de su hermano. La prueba está en el capítulo 11 de Motto To Love-Ru llamado Guerra de amor de hermana donde interfiere en los planes de Momo notando su constante interés en Rito. 

## Apariencia
Mikan tiene los ojos marrones, cerca del amarillo, tiene el cabello de color castaño y largo, es de estatura media y tiene la piel pálida, lleva casi siempre una coleta en el pelo. 

## Personalidad
Mikan Yuki es muy tranquila, aunque se enfada mucho cuando Rito hace cosas desvergonzadas. Intenta ser amiga de Yami durante la Ova 2 de la primera temporada, aunque ella no ayuda, en Motto To Love-Ru se hacen amigas y pasan mucho tiempo juntas.

## Curiosidades
- Mikan hizo una aparición en Mayoi Neko Overrun! (Manga).[1]